# Grote Berberopstand

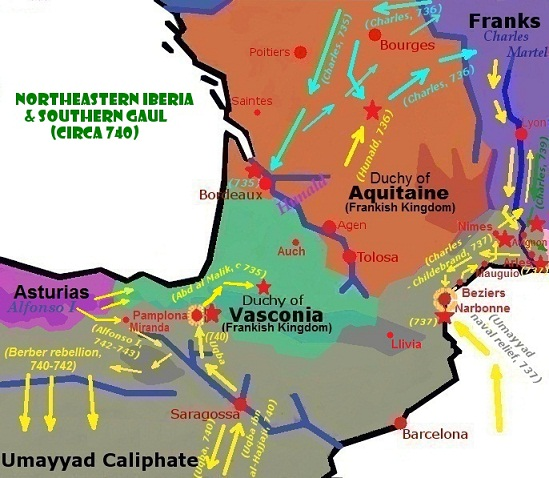
Kaart rond 740

De Grote Berberopstand van 739 tot 743 vond plaats tijdens het bewind van kalief Hisham en markeerde de eerste succesvolle afscheiding van het Islamitisch Kalifaat. De opstand begon in 739 in Tanger en werd in eerste instantie geleid door Maysara al-Matghari.
De opstand vond plaats in een periode waarin het Kalifaat verschillende veldslagen (tegen de Byzantijnen, de Franken en Indiërs) had verloren. Op meerdere fronten stagneerde het militaire succes van de moslims en werden bepaalde gebieden zelfs bedreigd met herovering. Onder deze omstandigheden kwamen de Berbers van de Maghreb en Spanje in opstand en bezorgden de kalief zijn grootste militaire catastrofe.

## Achtergrond
De oorzaken van de opstand lagen bij het discriminerende beleid van de Ommayaden gouverneurs in Kairouan. Hoewel de Berbers (in naam) snel tot de islam waren bekeerd, kregen de Berberse troepen minder betaald en gevaarlijkere taken dan hun oosterse collega's. Hoewel Musa ibn Nusair, de eerste gouverneur van de Ommayaden, de Berbers op een eerlijke manier liet behandelen.
Het meest drukkend, waren de hoge dhimmi belastingen die op de niet-Arabische moslimbevolkingen werden gelegd. Hoewel deze belastingen in 718 door de kalief werden gestopt en zo de spanningen verminderde, maakten tekorten in de budget het nodig om vanaf 724 innovatieve manieren te vinden om deze wet te omzeilen. Sporadische muiterijen van Berberse garnizoenen, zoals die in Cerdanya, Spanje in 729-31, werden met moeite neergeslagen. In 721 werd de sadistische gouverneur van de Maghreb en Al-Andalus (Yazid ibn Abi Muslim) vermoord door een Berberse bewaker, nadat deze hem wilde brandmerken.
In 734 werd een nieuwe gouverneur van Kairouan aangesteld, met supervisie over heel de Maghreb en Iberië. Door een lange periode van wanbestuur en gefaalde militaire expedities, was inmiddels een groot tekort in de staatskas ontstaan. Onder deze omstandigheden besloot de nieuwe gouverneur de belastingslast van de Berbers te verhogen.

## De opstand

### Opstand in de Maghreb
De ijver waarmee de belastingen werden geïnd, zorgde voor verhoogde spanning onder de Berberse soldaten en burgerbevolking en bereikte zijn hoogtepunt in 739. In dit jaar (of vlak daarvoor) benoemde de Ommayaden gouverneur van Tanger de Berbers tot 'veroverd volk' en riep zijn Arabische troepen op om bezittingen in beslag te nemen.
Geïnspireerd door de leer van het Kharidjisme besloten de Berbers van het huidige West-Marokko, de Ghomara, de Barghawata en de Miknasa, in opstand te komen tegen de heersende Arabieren. Zij kozen ene Maysara al-Matghari als hun leider. Wetende dat de gouverneur een expeditie naar Sicilië aan het voorbereiden was, wachtten de rebellen met geduld tot het leger vertrokken was, waarna het naar Tanger marcheerde. Gemakkelijk konden zij die stad snel innemen en de gehate gouverneur, Omar al-Moradi, executeren. Hier riep Maysara zich uit tot kalief en liet een Berbers garnizoen achter in de stad, waarna hij met het bulk van het leger langs de Marokkaanse westkust streek. Van de Straat van Gibraltar tot de Sousse verraste dit groot leger de Ommayaden garnizoenen die telkens volledig werden uitgeschakeld en uitgemoord. Een van de slachtoffers was Ismail ibn Obeid Allah, zoon van de gouverneur van Kairouan.
De gouverneur van Kairouan reageerde snel. De geplande expeditie naar Sicilië werd afgebroken en een elite colonne van Arabische cavaleristen werd richting Tanger gestuurd, terwijl een kleiner leger bij Tlemcen werd geplaatst voor het geval dat het rebellenleger de stad zou willen innemen. Het Berber leger en de Arabische cavalerie troffen elkaar buiten Tanger. Na wat kleine schermutselingen met de Arabieren, keerde het Berbers leger abrupt om en verliet de omgeving. Het elite Arabisch leger volgde niet en hield ten zuiden van de door de Berbers bezette stad stand, wachtend op versterkingen van uit Sicilië terugkerende troepen.
In deze periode, reorganiseerde zich en ontstond een interne coup binnen de gelederen van het Berbers rebellenleger. De Berberse stammenleiders zetten Maysara af en executeerde hem, waarna zij in de Zenata Berber leider Khalid ibn Hamid Zenati een nieuwe leider (en kalief) vonden.
Khalid ibn Hamid Zenati koos ervoor om zo snel mogelijk de confrontatie te zoeken met de Arabische cavalerie (voordat zij versterkingen kregen van de troepen van de Siciliaanse expeditie). In oktober van het jaar 740 overweldigde het rebellenleger de Arabische cavalerie.
Bij het horen van verlies van het grote elite Arabisch leger, ontstond paniek onder de in Tlemcen gelegerde troepen en richtten zij een bloedbad onder de Kharidjitische burgers daar. De bevolking reageerde door in opstand te komen en de wapens op te pakken tegen de Arabieren, die de stad uit werden gejaagd. De frontlinie van de Berberopstand was hiermee naar de Middel-Maghreb (het huidige Algerije) verplaatst.
Inmiddels was het Ommayaden leger van Habib ibn Abi Obeida uit Sicilië teruggekeerd in Afrika, waar het toe moest kijken hoe ook Tlemcen in handen van de Berbers was gevallen. Obeida durfde het niet aan om een veldslag aan te gaan met de rebellen en vroeg aan Kairouan om ondersteuning. Dit verzoek werd doorgezonden naar Damascus. Bij het zien van Tlemcen in handen van de rebellen, besloot Habib ibn Abi Obeida een commandant die de opstand in Tlemcen had overleefd de schuld te geven van het drama: hij hakte zijn handen en benen eraf.

### Coup in Al-Andalus
De overwinningen van de Berbers werd al snel bekend in Spanje wat de Arabieren daar angstig maakten dat de Berbers in Spanje zich zouden laten inspireren door hun broeders in Afrika. Om dit te voorkomen verwijderden de Arabische troepen de gehate gouverneur Ibn al-Hajjaj al-Saluli in januari 741 en benoemden Ibn Qatan al-Fihri tot gouverneur van Al-Andalus, een figuur die zowel bij de Berbers als Arabieren geliefd was. Een opstand in Spanje was hiermee voorkomen.

### De Syrische Expeditie
In februari 741, benoemde kalief Hisham, Ibn Iyad al-Qasi tot nieuwe gouverneur van Kairouan, als vervanger van de vernederde Obeid Allah. Al-Qasi werd vergezeld door een leger bestaande uit 30.000 vechters. Dit leger bestond voor een groot deel uit Syrische cavaleristen, die voorop liepen in de mars en in de zomer van 741 in Kairouan aankwamen. Hun verblijf in de stad was een van spanningen en conflict. De autoriteiten in Kairouan gaven de Syriërs een koele ontvangst en de Syriërs maakten ruzie met de bewoners. Hierbij moet opgemerkt worden dat de Syriërs en de kolonisten van Kairouan van een ander Arabisch ras waren. Die laatsten waren Zuid-Arabisch (Yemenitisch), terwijl de Syriërs een Noord-Arabische afkomst hadden. Deze twee groepen zijn sinds de oudheid met elkaar in conflict, wat ook na de islam zorgde voor botsingen tussen verschillende stammen.
Ibn Iyad al-Qasi, die later aankwam in Kairouan, verzamelde het 30.000 man tellende leger en marcheerde naar Tlemcen, waar het vergezeld werd door het contingent van Habib ibn Abi Obeida. Deze Noord-Afrikaanse en oosterse troepen konden het slecht vinden met elkaar. De mannen van Habib ibn Abi Obeida hadden inmiddels gehoord over het slechte gedrag van de Syriërs in Kairouan, terwijl de Syriërs nog steeds kwaad waren om de koele manier waarop zij werden verwelkomd. De twee legers kwamen bijna tot gevechten met elkaar, wat maar net kon worden vermeden door de diplomatiek inzet van Ibn Iyad Al-Qasi. De sterke tegenstellingen tussen de beide kanten zou een belangrijke rol spelen in verdere gebeurtenissen.
De Berberse en Arabische legers kwamen elkaar in oktober 741 tegen bij het huidige Fez. Deze slag zou bekend komen te staan als de Slag van Baqdura. De conflicten tussen de beide Arabische kanten, maakte dat de samenwerking minimaal was. De Berberse cavalerie wist de Arabische cavaleristen te isoleren en ze van hun paarden af te slaan, terwijl de Berberse infanterie in overweldigende getale boven op de Arabische infanterie viel. Het Arabisch leger viel al snel op de vlucht. Volgens sommige schattingen, is twee derde van het Arabisch leger gedood of gevangengenomen (circa 40.000 man). Onder de doden bevonden zich Obeida al-Fihri en de nieuwe gouverneur van Kairouan, Ibn Iyad Al-Qasi.
De Syrische regimenten, waarvan slechts 10.000 het hadden overleefd, wisten te vluchten naar Ceuta. Zo hoopten zij in Spanje te komen, waar er geen Berbers gevaar heerste. Een klein Noord-Afrikaans Arabisch regiment vluchtte achter de Syriërs aan Ceuta in, terwijl het overgroot deel naar Kairouan vluchtte. De hoofdmacht van het Berbers leger volgde de Syriërs en belegerde Ceuta.

### Aanval op Kairouan
De Zenata Berberleider Ibn Hamid Zenati, die de twee grote overwinningen behaalde op de Arabieren, verdwijnt kort na de Slag Bij Baqdura uit de kronieken. Maar nieuws van de behaalde successen moedigden Berberstammen aan, die zich nog niet hadden gemengd in de opstand, om mee te vechten. Berberopstanden barstten los over heel de Maghreb en Al-Andalus. Het grootste gevaar ontstond in Zuid-Tunesië, waar de Kharidjieten leider Ibn Ayub Fezari een Berbers leger verzamelde en de steden Gabès en Gafsa belegerde. Fezari's leger werd vlak bij Gafsa verslagen en uiteengedreven door de terugkerende Arabische troepen. Fezari trok zich met zijn leger terug naar het oosten van Algerije en reorganiseerde zijn troepen.
Inmiddels had kalief Hisham een vervangende gouverneur aangewezen, die in april 742 aankwam in Kairouan met een nieuw leger. Dit leger kwam net op tijd om een nieuwe poging van Fezari uiteen te slaan. Op het moment dat Fezari zijn troepen aan het reorganiseren was, kwam hij een groot Berbers leger tegen dat vanuit het westen afkomstig was. Dit leger stond onder regie van Ibn Yazid Houari (die mogelijk door de Berberkalief Ibn Hamid Zenati was gestuurd, hoewel hier geen vermelding van wordt gemaakt in de kronieken). Het leger van Ibn Yazid Houari bestond uit 300.000 vechters, waarschijnlijk het grootte Berbers leger dat ooit gezien is. Na een snel overleg, besloten de twee legers om samen Kairouan aan te vallen. Hier zou Fezari vanuit het zuiden optrekken, terwijl Ibn Yazid Houari vanuit het noorden ging. De twee legers zouden dan samenkomen op de Tunesische vlaktes, vlak bij Kairouan.
Bij het vernemen van de aantocht van de twee legers, besefte de nieuwe gouverneur zich dat het van cruciaal belang was dat de twee legers niet samenkwamen. Hij stuurde zijn cavalerie naar het leger van Ibn Yazid Houari, terwijl hij zelf met het grootste deel van zijn troepen naar Fezari trok. In een bloedige strijd bij het huidige El-Qarn vernietigde hij dat leger en nam hij Fezari gevangen, maar niet zonder zelf grote verliezen te hebben geïncasseerd. Hem wachtte nu de haast onmogelijke taak om af te rekenen met het gigantische leger van Ibn Yazid Houari. Teruggekeerd in Kairouan bewapende de nieuwe gouverneur de hele bevolking, voordat hij ten strijde trok. In misschien wel de bloedigste slag in de Berberopstand, werd het leger van Ibn Yazid Houari in mei 742 verslagen, slechts enkele kilometers buiten Kairouan.

### De Syriërs in Spanje
Gedurende de winter van 741-742 bleef het restant van de Syrische expeditie, circa 10.000, vastgepind in Ceuta. de gouverneur van Al-Andalus, Ibn Qatan Al-Fihri, weigerde hen toestemming te geven om de oversteek naar Spanje te maken, terwijl de stad belegerd werd door de Berbers. De Spaanse gouverneur was bang dat zij de situatie zouden verergeren en wilde een dergelijk machtige blok niet in zijn gebieden hebben. Hij ging zo ver dat hij zijn onderdanen verbood om de Syriërs te voeden.
Het nieuws dat de Berberse noordelijke garnizoenen hun posities hadden verlaten en aanstalten maakten om de hoofdstad in te nemen, zorgde ervoor dat de Syriërs toch toestemming kregen om de oversteek te maken. De gouverneur had weinig Arabische troepen tot zijn beschikking en had de Syrische hulp nodig om de opstand neer te slaan. Na voorzichtige onderhandelingen en de Syrische belofte dat zij binnen een jaar het gebied zouden verlaten, mochten zij de oversteek maken. Om ervoor te zorgen dat zij hun belofte na kwamen, nam de gouverneur enkele gijzelaars van onder de Syriërs. In een verbluffend snel tempo wist een groot leger, onder leiding van Syriërs, de opstand de kop in te drukken. Hoewel zij beloofd hadden snel het land te verlaten, maakten zij geen aanstalten weg te gaan. Toen zij hierop werden aangewezen door de gouverneur, werd deze gedood, waarna zijn positie werd ingenomen door de Syrische leider Balj ibn Bishr.
Een Arabische burgeroorlog was in de wording. De Spaanse Arabieren verzamelden zich rondom de zoons van Ibn Qatan Al-Fihri en trokken ten strijde tegen de Syriërs. In augustus 742 werden de Spaanse Arabieren vernietigend verslagen door de Syriërs (buiten Cordoba), in een veldslag waarin Balj ibn Bishr dodelijk gewond zou raken. De komende maanden zou de nadruk komen te liggen op het vraagstuk van de Syriërs, terwijl de Berbers op de achtergrond raakten. Terwijl de Syriërs zich terugtrokken naar Cordoba, verzamelden de Spaanse Arabieren en Berbers zich in Mérida. Na het hevige vechten zat te zijn geworden, deden de verschillende partijen een beroep op de gouverneur van Kairouan, die een nieuwe leider benoemde. Deze Abu al-Khattar, maakte direct vorderingen om de vrede te bewaren. Hij bevrijdde gevangenen (Arabieren en Berbers) en zocht voor een oplossing voor het Syrisch vraagstuk. Hij besloot ze uiteindelijk in kleine groepen te verspreiden over heel Al-Andalus.
De komst van de Syriërs zou belangrijke gevolgen hebben voor de geschiedenis van Spanje. Met hun komst werd het Arabisch element aanzienlijk vergroot en zou daarmee de islamitische greep op Iberië sterker maken. Hun komst zorgde verder voor veel problemen. Zij lieten zich niets opleggen. Hun bestaan in Spanje was er een van autonome feodale anarchie, dat de centrale macht binnen Al-Andalus sterk aantastte.

## Latere jaren
Vaak wordt het jaar 743 aangeduid als het einde van de Berberopstand, na de mislukking van de legers om Kairouan of Cordoba in te nemen. Toch zou de macht van de Berbers in Marokko direct te zien zijn. Meteen na het mislukken van de belegering van Cordoba ontstonden een tweetal onafhankelijke Berberse staten in Marokko: de Barghawata in West-Marokko en de Miknasa in Sijilmasa.